# Поблоце (Слупський повіт)
Поблоце (пол. Pobłocie) — село в Польщі, у гміні Ґлувчиці Слупського повіту Поморського воєводства.
Населення — 771 особа (2011).
У 1975-1998 роках село належало до Слупського воєводства.

## Демографія
Демографічна структура станом на 31 березня 2011 року:
|          | Загалом | Допрацездатний вік | Працездатний вік | Постпрацездатний вік |
| -------- | ------- | ------------------ | ---------------- | -------------------- |
| Чоловіки | 424     | 94                 | 302              | 28                   |
| Жінки    | 347     | 67                 | 208              | 72                   |
| Разом    | 771     | 161                | 510              | 100                  |